# Arvirargo
Arvirargo o Arvirago fu un leggendario sovrano della Britannia, di cui parla Goffredo di Monmouth nell'Historia Regum Britanniae e che potrebbe essere la trasfigurazione di un personaggio storico del I secolo d.C.

## Leggenda
Un certo Arvirago viene menzionato dal poeta romano Giovenale in una sua satira, in cui viene detto che un rombo gigante presentato all'imperatore Domiziano (81-96) è un presagio che "tu catturerai alcuni re, o Arvirago cadrà dal suo carro britannico".
In Goffredo di Monmouth (XII secolo) Arvirago è contemporaneo dell'imperatore Claudio (41-54). Figlio di re Cymbeline di Britannia, Arvirargo sale sul trono dopo la morte del fratello maggiore, Guiderio, morto combattendo contro gli invasori romani. Arvirago indossa l'armatura del fratello e guida l'esercito britannico contro i romani. Arvirago insegue fino alla costa il generale di Claudio, Hamo, che viene ucciso mentre cerca rifugio su una nave (il luogo da allora fu chiamato Southampton). Claudio riesce però a riorganizzare le truppe e poi assedia e conquista Portchester. Intanto Arvirago si rifugia a Winchester, ma Claudio lo insegue con l'esercito, ne segue uno scontro, dopo il quale Claudio offre un trattato di pace: Arvirago pagherà un tributo a Roma e Claudio gli darà in moglie la figlia Genvissa. A questo punto Arvirago aiuta l'imperatore romano a conquistare le isole Orkney e altre terre del nord.
La primavera successiva Arvirago sposa la figlia di Claudio e in onore del suocero battezza una città col nome di
Gloucester. Dopo il matrimonio, Claudio lascia la Britannia sotto il controllo del cognato. Un anno dopo, il sovrano britannico ricostruisce molte delle città che erano andate distrutte, ma comincia anche a inimicarsi molte tribù. Per questo motivo è costretto a sospendere il pagamento del tributo a Roma e allora Claudio invia nell'isola un esercito al comando del generale Vespasiano. Una volta sbarcato, il condottiero romano marcia su Exeter e l'assedia. Arvirago attacca i nemici. Dato che i due eserciti vengono però a trovarsi in una situazione di stallo, il mattino seguente la regina Genvissa riesce a far giungere il marito e il generale romano a un accordo. Vespasiano torna in patria, mentre Arvirago regna in pace per un anno. Una volta morto viene sepolto a Gloucester e gli succede il figlio Mario.
Arvirago corrisponde in molti punti alla figura storica di Carataco, figlio di Cunobelino, che, prima insieme al fratello Togodumno e poi da solo, guidò per un decennio la resistenza britannica contro i romani. La versione gallese dell'opera di Goffredo di Monmouth chiama i due fratelli Gweirydd e Gwydr.
Arvirargo è anche protagonista di un'opera di William Shakespeare, il Cymbeline: lui e suo fratello Guiderio erano stati rapiti da bambini da Belario, un nobile che era stato bandito ingiustamente da re Cymbeline, che li portò segretamente in Galles. Al tempo dell'invasione romana si riunirono col padre e con la sorella Imogene.
John Whitehead ha ipotizzato nel suo Guardian of the Grail che Arvirago e Genvissa andrebbero identificati con Re Artù e Ginevra.